# Aija
Aija és una ciutat del Perú al departament d'Ancash; és capital de la província d'Aija i del districte d'Aija. Està a l'oest de la serralada Negra. El 1960 tenia 1.650 habitants i el 2010 només 2.036 habitants.
Fou un centre de l'antiga cultura Recuay. Hi va néixer el científic Santiago Antúnez de Mayolo.